# Parcours du SC Abbeville Côte picarde en Coupe de France
Le parcours du SC Abbeville Côte picarde en Coupe de France présente les résultats sportifs du SC Abbeville Côte Picarde, club de football basé à Abbeville en Picardie, en Coupe de France de football, compétition annuelle organisée depuis 1917.

## Résultats détaillés
Sources :fff.fr et footballenfrance.fr

### Légende
Le tableau suivant précise la notation utilisée dans les tableaux de résultats suivants. La valeur en italique précédant le club rencontré par le SC Abbeville indique le niveau hiérarchique de ce club, celui des Abbevillois étant précisé dans la deuxième colonne. Entre parenthèses sont indiqués le lieu du match et le score (ou les scores si le match à du être rejoué ou si le tour est en format aller/retour), toujours dans le sens du SC Abbeville.
| Notation     | Signification |
| 1            | Division 1 (1932-2002), Ligue 1 (depuis 2002)                                                                                           |
| 2            | Division 2 (1933-2002), Ligue 2 (depuis 2002)                                                                                           |
| 3            | Division 3 (1936-1937), CFA (1948-1970), Division 3 (1970-1993), National 1 (1993-1997), National (1997-2017), National 1 (depuis 2017) |
| 4            | Division 4 (1978-1993), National 2 (1993-1997), CFA (1997-2017), National 2 (depuis 2017)                                               |
| 5            | National 3 (1993-1997), CFA 2 (1997-2017), National 3 (depuis 2017)                                                                     |
| 6            | Régional 1 (plus haut niveau régional, depuis 2017)                                                                                     |
| DH           | Division d'Honneur (plus haut niveau régional, 1919-2017)                                                                               |
| L            | Autre niveau de ligue régionale (depuis 1919)                                                                                           |
| D            | District départemental (depuis 1919) |
|              | qualifié |
|              | éliminé |
| non qualifié | ne participe pas au tour |
| D            | match joué à domicile |
| E            | match joué à l'extérieur |
| N            | match joué sur terrain neutre |
| ?            | résultat manquant |
| score        | le score indiqué est toujours dans le sens du SC Abbeville                                                                              |

### Phase finale
| Édition   | N  | 32e de finale                      | 16e de finale                        | 8e de finale | Quart de finale | Demi-finale | Finale |
| 1923-1924 | DH | DH RC Rouen (E, 0-1)               |                                      |              |                 |             |        |
| 1926-1927 | DH | DH US Suisse Paris (E, 0-6)        |                                      |              |                 |             |        |
| 1931-1932 | L  | DH Le Havre AC (E, 3-5 ap)         |                                      |              |                 |             |        |
| 1953-1954 | L  | 3 SC Bastidienne Bordeaux (N, 0-1) |                                      |              |                 |             |        |
| 1956-1957 | DH | 2 FC Grenoble (N, 0-2)             |                                      |              |                 |             |        |
| 1962-1963 | L  | DH Stade compiégnois (N, 2-0)      | 2 SC Toulon (N, 0-2)                 |              |                 |             |        |
| 1966-1967 | 3  | 2 AS Cherbourg (N, 2-1)            | 1 RC Lens (N, 1-1 ap et 0-2)         |              |                 |             |        |
| 1967-1968 | 3  | 1 RC Lens (N, 0-1)                 |                                      |              |                 |             |        |
| 1972-1973 | 3  | 3 CA Lisieux (N, 2-1 ap)           | 1 AS Red Star (N, 0-2)               |              |                 |             |        |
| 1979-1980 | 3  | 1 RC Lens (N, 0-0 ap, 5-6 tab)     |                                      |              |                 |             |        |
| 1982-1983 | 2  | 2 US Dunkerque (N, 1-0)            | 1 Paris Saint-Germain (0-2 puis 1-0) |              |                 |             |        |
| 1983-1984 | 2  | 2 US Valenciennes-Anzin (N, 1-2)   |                                      |              |                 |             |        |
| 1985-1986 | 2  | 4 AS Moulins (N, 1-3)              |                                      |              |                 |             |        |
| 1987-1988 | 2  | 3 US Fécamp (N, 2-1)               | 1 LOSC Lille (2-2 puis 0-2)          |              |                 |             |        |

### Tours préliminaires
| Édition   | N  | 1er tour                           | 2e tour                             | 3e tour                               | 4e tour                                    | 5e tour                                      | 6e tour                          | 7e tour                             | 8e tour                              |
| 1921-1922 | L  | DH SC Lille Fives (D, 1-3)         |                                     |                                       | pas de tour                                | pas de tour                                  | pas de tour                      | pas de tour                         | pas de tour                          |
| 1922-1923 | L  | L SC Douai (D, 2-1)                | L Malaunay (E, 5-1)                 | L VA 16e Paris (D, 1-2)               | pas de tour                                | pas de tour                                  | pas de tour                      | pas de tour                         | pas de tour                          |
| 1923-1924 | DH | L Neuilly-sur-Seine (1-1 puis 5-0) | L Desvres (D, 2-0)                  | L VGA Saint-Maur (D, 3-2 ap)          | pas de tour                                | pas de tour                                  | pas de tour                      | pas de tour                         | pas de tour                          |
| 1924-1925 | DH | L ALV Rouen (E, 5-1)               | L SC Douai (D, 1-2)                 |                                       | pas de tour                                | pas de tour                                  | pas de tour                      | pas de tour                         | pas de tour                          |
| 1925-1926 | L  | D Montataire (E, 3-1)              | L CA Saint-Aubin (D, 1-2)           |                                       | pas de tour                                | pas de tour                                  | pas de tour                      | pas de tour                         | pas de tour                          |
| 1926-1927 | DH | L Marquette (E, 4-1)               | L AS Russe de Paris (D, 5-1)        | DH RC France (D, 2-2 ap puis 3-0)     | pas de tour                                | pas de tour                                  | pas de tour                      | pas de tour                         | pas de tour                          |
| 1927-1928 | L  | -                                  | -                                   | L Cosmopolitan Taverny (E)            | L Juvisy-sur-Orge (E, 1-3)                 | pas de tour                                  | pas de tour                      | pas de tour                         | pas de tour                          |
| 1928-1929 | D  | L Desvres (E, 1-4)                 |                                     |                                       |                                            | pas de tour                                  | pas de tour                      | pas de tour                         | pas de tour                          |
| 1929-1930 | L  | -                                  | D US Chambly Moulin Neuf (E)        | L CMS Oissel (E, 1-0)                 | L JA Saint-Ouen (D, 1-2)                   | pas de tour                                  | pas de tour                      | pas de tour                         | pas de tour                          |
| 1930-1931 | L  | -                                  | D Auberchicourt (E, 0-1)            |                                       |                                            | pas de tour                                  | pas de tour                      | pas de tour                         | pas de tour                          |
| 1931-1932 | L  | -                                  | L Stade héninois (D)                | L Tréfileries Le Havre (E, 3-2)       | L Stade havrais (D, 5-2)                   | pas de tour                                  | pas de tour                      | pas de tour                         | pas de tour                          |
| 1932-1933 | L  | D Cosmopolitan Paris (D, 3-0)      | L AS Police Paris (D, 6-1)          |                                       | DH US Boulogne (E, 1-8)                    | pas de tour                                  | pas de tour                      | pas de tour                         | pas de tour                          |
| 1933-1934 | L  | -                                  | D US Fécamp (D)                     | L Montmorency (D)                     | DH US Quevilly (E, 1-3)                    | pas de tour                                  | pas de tour                      | pas de tour                         | pas de tour                          |
| 1934-1935 | L  | -                                  | L RC Rouen (E, 2-0)                 | L Pontoise (E, 5-0)                   | 2 RC Calais (D)                            | pas de tour                                  | pas de tour                      | pas de tour                         | pas de tour                          |
| 1935-1936 | L  | -                                  | L Ham (E, 7-0)                      | L CMS Oissel (E, 2-0)                 | DH CA Montreuil (E, 2-4)                   |                                              | pas de tour                      | pas de tour                         | pas de tour                          |
| 1936-1937 | 3  | -                                  | -                                   | -                                     | L US Laon (D, 5-4)                         | DH SO Est de Paris (E, 1-3 ap)               | pas de tour                      | pas de tour                         | pas de tour                          |
| 1937-1938 | L  | -                                  | L Berck (D, 5-4)                    | L Haubourdin (E, 1-5)                 |                                            |                                              | pas de tour                      | pas de tour                         | pas de tour                          |
| 1938-1939 | D  | -                                  | L Desvres (E)                       |                                       |                                            |                                              | pas de tour                      | pas de tour                         | pas de tour                          |
| 1941-1942 | D  | -                                  | D Saint-Leu Amiens (E, 5-0)         | D Stade amiénois (E, 2-5)             |                                            |                                              | pas de tour                      | pas de tour                         | pas de tour                          |
| 1942-1943 | D  | -                                  | D Pont-Remy (E, 4-3)                |                                       |                                            |                                              | pas de tour                      | pas de tour                         | pas de tour                          |
| 1943-1944 | D  | -                                  | D Pont-Remy (E, 4-1)                |                                       | D Mers-les-Bains / Le Tréport (E, forfait) | L US Boulogne (2-2 ap puis 1-3)              | pas de tour                      | pas de tour                         | pas de tour                          |
| 1944-1945 | L  | -                                  | D Pont-Remy (E, 4-1)                | L Stade amiénois (D)                  |                                            |                                              | pas de tour                      | pas de tour                         | pas de tour                          |
| 1945-1946 | D  | -                                  | D Stade amiénois (D, 4-0)           |                                       |                                            |                                              |                                  | pas de tour                         | pas de tour                          |
| 1946-1947 | D  | -                                  | D ES Abbeville (E, 1-0)             | L US Boulogne (E, 0-3)                |                                            |                                              |                                  | pas de tour                         | pas de tour                          |
| 1947-1948 | L  | -                                  | D Blangy-sur-Bresle (E, 7-3)        | D ES Abbeville (E, 8-1)               | DH Hesdin (E, 0-3)                         |                                              |                                  | pas de tour                         | pas de tour                          |
| 1948-1949 | L  | -                                  | D Le Tréport (E, 2-1)               | D Corbie (E, 6-0)                     | DH Hesdin (E, 0-3)                         |                                              |                                  | pas de tour                         | pas de tour                          |
| 1949-1950 | L  | D Montreuil-sur-Mer (E, 7-2)       | D Fouilloy (E, 6-0)                 | L Saint-Pol-sur-Ternoise (E, 2-3)     |                                            |                                              |                                  | pas de tour                         | pas de tour                          |
| 1950-1951 | L  | -                                  | D Mers-les-Bains / Le Tréport (E)   | D US Abbeville / Pont-Remy (E, 3-0)   | L Guines (E, 3-0)                          | L US Nœux-les-Mines (E, 0-3)                 |                                  | pas de tour                         | pas de tour                          |
| 1951-1952 | L  | -                                  | D Doullens (E, 3-2)                 | D Samer (E, 6-1)                      | DH US Auchel (D, 3-5)                      |                                              |                                  | pas de tour                         | pas de tour                          |
| 1952-1953 | D  | -                                  | D Longueau (E, 6-1)                 | 3 USO Bruay-en-Artois (D, 2-0)        | L Wingles (E, 2-1)                         | DH US Boulogne (E, 0-2)                      |                                  | pas de tour                         | pas de tour                          |
| 1953-1954 | L  | -                                  | D Saint-Ouen (E)                    | D Saint-Pierre-les-Auchel (D, 6-2 ap) | DH US Nœux-les-Mines (D, 2-1)              | 3 USO Bruay-en-Artois (E, 1-0)               | DH FC Dieppe (D, 2-1)            | pas de tour                         | pas de tour                          |
| 1954-1955 | L  | -                                  |                                     |                                       |                                            | DH US Nœux-les-Mines (0-0 puis 2-2 puis 0-1) |                                  | pas de tour                         | pas de tour                          |
| 1955-1956 | L  | -                                  | D Doullens (E, 0-1)                 |                                       |                                            |                                              |                                  | pas de tour                         | pas de tour                          |
| 1956-1957 | DH | -                                  | D US Abbeville / Pont-Remy (D, 5-0) | L Saint-Pol-sur-Ternoise (D, 5-1)     | L Desvres (E, 4-2)                         | DH Stade saint-germanois (E, 7-1)            | 3 FC Dieppe (E, 3-1 ap)          | pas de tour                         | pas de tour                          |
| 1957-1958 | DH | -                                  | -                                   | -                                     | -                                          | L Juvisy-sur-Orge (E, 6-3)                   | 2 CO Roubaix-Tourcoing (E, 1-8)  | pas de tour                         | pas de tour                          |
| 1958-1959 | DH | -                                  | D Harnes (D, 7-1)                   | D Le Touquet AC (E, 2-0)              | L Stade héninois (E, 0-2)                  |                                              |                                  | pas de tour                         | pas de tour                          |
| 1959-1960 | DH | -                                  | D Longueau (E)                      | L Liévin (E, 5-1)                     | L Oignies (E, 3-1)                         | L Barlin (E, 1-2)                            |                                  | pas de tour                         | pas de tour                          |
| 1960-1961 | DH | -                                  | D Flixecourt (E, 4-0)               | D Le Portel (E, 4-0)                  | L Saint-Pol-sur-Ternoise (E, 2-1)          | L Noyon (E, 1-2)                             |                                  | pas de tour                         | pas de tour                          |
| 1961-1962 | L  | -                                  | D Blangy-sur-Bresle (E, 5-0)        | L Berck (E, 5-2)                      | D Fouquières-lès-Lens (E, 3-2)             | DH Arras FA (E, 2-3)                         |                                  | pas de tour                         | pas de tour                          |
| 1962-1963 | L  | -                                  | D US Abbeville (E, 7-2)             | D Mazingarbe (E, 5-0)                 | DH Amiens SC (E, 3-2 ap)                   | DH USO Bruay-en-Artois (D, 6-0)              | 2 CA Paris (D, 3-2)              | pas de tour                         | pas de tour                          |
| 1963-1964 | DH | -                                  |                                     |                                       |                                            | L Desvres (E, 6-1)                           | 3 Stade saint-germanois (E, 1-2) | pas de tour                         | pas de tour                          |
| 1964-1965 | DH | -                                  | L Doullens (E, 7-1)                 | L Desvres (E, 4-2)                    |                                            |                                              |                                  | pas de tour                         | pas de tour                          |
| 1965-1966 | 3  | -                                  | -                                   | -                                     | DH US Maubeuge (E, 1-0)                    | L Noisy-le-Grand (E, 3-2)                    | DH AS Beauvais Oise              | pas de tour                         | pas de tour                          |
| 1966-1967 | 3  | -                                  | -                                   | -                                     | DH US Auchel (E, 3-1)                      | L Olympique minier (E, 2-1)                  | DH Arras FA (E, 2-0)             | pas de tour                         | pas de tour                          |
| 1967-1968 | 3  | -                                  | -                                   | -                                     | L AS Creil (E, 1-0)                        | DH Le Touquet AC (E, 5-0)                    | DH ASPTT Paris (D, 2-1)          | pas de tour                         | pas de tour                          |
| 1968-1969 | 3  | -                                  | -                                   | -                                     | DH Mers-les-Bains / Le Tréport (E, 2-1)    | DH US Nœux-les-Mines (E, 3-1)                | 3 Évreux AC (E, 2-3)             | pas de tour                         | pas de tour                          |
| 1969-1970 | 3  | -                                  | -                                   | -                                     | L US Chantilly (E, 5-1)                    | L Puteaux (E, 1-0)                           | 3 US Granville (0-0 ap puis 1-3) | pas de tour                         | pas de tour                          |
| 1970-1971 | 3  | -                                  | -                                   | -                                     | L CO Beauvais (E, 4-0)                     | DH Aniche (D, 2-0)                           | 2 USG Boulogne (1-1 ap puis 0-2) | pas de tour                         | pas de tour                          |
| 1971-1972 | 3  | -                                  | -                                   | -                                     | DH Noyon (E, 2-0)                          | DH US Tourcoing (D, 0-1 ap)                  |                                  | pas de tour                         | pas de tour                          |
| 1972-1973 | 3  | -                                  | -                                   | -                                     | DH USM Senlis (E, 2-0)                     | D Marcq-en-Barœul (D, 8-0)                   |                                  | L CS Meaux Academy (E, 1-0)         | pas de tour                          |
| 1973-1974 | 3  | -                                  | -                                   | -                                     | L US Breteuil (E, 3-0)                     | DH Stade héninois (E, 4-5 ap)                |                                  |                                     | pas de tour                          |
| 1974-1975 | 3  | -                                  | -                                   | -                                     | L Prémontré (E, 0-1)                       |                                              |                                  |                                     | pas de tour                          |
| 1975-1976 | 3  | -                                  | -                                   | -                                     | DH Stade compiégnois (E, 1-1 ap, tab)      |                                              |                                  |                                     | pas de tour                          |
| 1976-1977 | 3  | -                                  | -                                   | -                                     | L Bresles (D, 3-0 ap)                      | DH US Tourcoing (E, 0-1)                     |                                  |                                     | pas de tour                          |
| 1977-1978 | DH | -                                  | L Airaines (E, 1-2)                 |                                       |                                            |                                              |                                  |                                     | pas de tour                          |
| 1978-1979 | 4  | -                                  | D Harondel (E, 5-0)                 | L Blangy-sur-Bresle (E, 6-0)          | L Woincourt (E, 5-1)                       | D Roisel (E, 4-1)                            | 3 Arras FA (D, 6-2)              | 3 Calais RUFC (E, 1-3)              | pas de tour                          |
| 1979-1980 | 3  | -                                  | -                                   | -                                     | L Longpré-les-Corps-Saints (E, 2-1)        | DH Prémontré (E, 3-0)                        | DH Claye-Souilly (D, 3-0)        | DH OCS Léopards (E, 3-1)            | pas de tour                          |
| 1980-1981 | 2  | -                                  | -                                   | -                                     | -                                          | -                                            | DH Tergnier (E, 3-1)             | DH US Fécamp (D, 1-1 ap, 5-6 tab)   | pas de tour                          |
| 1981-1982 | 2  | -                                  | -                                   | -                                     | -                                          | -                                            | 4 Le Portel (E, 2-3 ap)          | -                                   | pas de tour                          |
| 1982-1983 | 2  | -                                  | -                                   | -                                     | -                                          | -                                            | DH Auvers-sur-Oise (D, 3-0 ap)   | 3 Amiens SC (D, 2-1)                | pas de tour                          |
| 1983-1984 | 2  | -                                  | -                                   | -                                     | -                                          | -                                            | D Samer (E, 3-1 ap)              | DH CA Saint-Louis (N, 3-2 ap)       | pas de tour                          |
| 1984-1985 | 2  | -                                  | -                                   | -                                     | -                                          | -                                            | -                                | 4 SC Douai (E, 0-1)                 |                                      |
| 1985-1986 | 2  | -                                  | -                                   | -                                     | -                                          | -                                            | -                                |                                     | L FC Les Lilas (E, 3-1)              |
| 1986-1987 | 2  | -                                  | -                                   | -                                     | -                                          | -                                            | -                                | L Sarcelles (E, 4-1 ap)             | DH FC Mantes (D, 0-1)                |
| 1987-1988 | 2  | -                                  | -                                   | -                                     | -                                          | -                                            | -                                | DH Bihorel (E, 1-0)                 | 2 FC Rouen 1899 (D, 2-0)             |
| 1988-1989 | 2  | -                                  | -                                   | -                                     | -                                          | -                                            | -                                | L Sotteville-lès-Rouen (E, 8-0)     | 3 INF Clairefontaine (E, 0-1)        |
| 1989-1990 | 2  | -                                  | -                                   | -                                     | -                                          | -                                            | -                                | 3 FC Versailles (E, 1-0)            | 3 CS Sedan Ardennes (E, 1-1 ap, tab) |
| 1990-1991 | DH | -                                  | -                                   | L Albert (D, 2-0)                     | D Andeville (E, 3-3 ap, tab)               |                                              |                                  |                                     |                                      |
| 1991-1992 | L  | -                                  | L Airaines (E, 3-0)                 | D Dargnies (E, 4-2)                   | D AC Amiens (E, 0-2)                       |                                              |                                  |                                     |                                      |
| 1992-1993 | L  | -                                  | D Ault (E, 3-0)                     | D Quend (E, 4-1)                      | D ASPTT Amiens (E, 6-1)                    | L AS Gamaches (E, 2-3)                       |                                  |                                     |                                      |
| 1993-1994 | DH | -                                  | -                                   | L RC Amiens (D, 1-2)                  |                                            |                                              |                                  |                                     |                                      |
| 1994-1995 | DH | -                                  | -                                   | 5 US Friville-Escarbotin (D, 1-0)     | L Argentine Beauvais (E)                   | L Auxi-le-Château (E, 2-3)                   |                                  |                                     |                                      |
| 1995-1996 | DH | -                                  | -                                   |                                       |                                            |                                              |                                  |                                     |                                      |
| 1996-1997 | 5  | -                                  | -                                   | D Corbie (E, 4-0)                     | L Doullens (E, 3-1)                        | L Chéry-lès-Pouilly (E, 2-1)                 | L Bailleul-sur-Thérain (E, 1-0)  | DH Gonfreville-l'Orcher (E, 3-2)    | 5 JA Armentières (D, 0-3)            |
| 1997-1998 | 5  | -                                  | -                                   | L Auxi-le-Château (E, 1-0)            | L Saint-Sauveur (E, 3-0)                   | DH Grandfresnoy (E, 2-1)                     | L US Roye (E, 4-2)               | DH Tréfileries Le Havre (D, 2-1 ap) | 4 FC Saint-Lô (E, 0-2)               |
| 1998-1999 | 5  | -                                  | -                                   | D Hallencourt (E, 12-2)               | DH Chauny (E, 2-3)                         |                                              |                                  |                                     |                                      |
| 1999-2000 | 5  | -                                  | -                                   | -                                     | D Miannay (E, 8-0)                         | 3 AS Beauvais Oise (D, 1-2)                  |                                  |                                     |                                      |
| 2000-2001 | 5  | -                                  | -                                   | -                                     | L Harondel (E, 3-0)                        | L Saint-Just-en-Chaussée (E, 3-2 ap)         | D Vervins (E, 3-2 ap)            | L Saint-André-lez-Lille (E, 2-0)    | 4 US Boulogne CO (D, 1-3 ap)         |
| 2001-2002 | 4  | -                                  | -                                   | -                                     | DH Mouy (E, 4-2 ap)                        | L JOA Amiens (E, 1-0)                        | DH AC Amiens (E, 1-2)            |                                     |                                      |
| 2002-2003 | 5  | -                                  | -                                   | -                                     | DH USM Senlis (E, 1-0)                     | D La Montoye (E, 6-0)                        | D Montdidier (E, 4-0)            | L Blanc-Mesnil SF (E, 1-0)          | DH US Maubeuge (D, 1-2)              |
| 2003-2004 | 5  | -                                  | -                                   | D Fressenneville (E, 7-0)             | L Chevrières (E, 1-2)                      |                                              |                                  |                                     |                                      |
| 2004-2005 | 5  | -                                  | -                                   | -                                     | D Pont-Remy (E, 0-4)                       |                                              | 5 AC Amiens (D, 1-1 ap, 3-1 tab) | DH US Saint-Omer (E, 1-3)           |                                      |
| 2005-2006 | 5  | -                                  | -                                   | L Saint-Valery-sur-Somme (E, 4-1)     | DH AC Amiens (E, 0-3)                      |                                              |                                  |                                     |                                      |
| 2006-2007 | 5  | -                                  | -                                   | L Hermes (E, 0-1)                     |                                            |                                              |                                  |                                     |                                      |
| 2007-2008 | 5  | -                                  | -                                   | L Holnon (E, 1-2)                     |                                            |                                              |                                  |                                     |                                      |
| 2008-2009 | DH | -                                  | -                                   | L Hermes (D, 0-2)                     |                                            |                                              |                                  |                                     |                                      |
| 2009-2010 | DH | -                                  | -                                   | L Portugais Beauvais (E, 1-3)         | D Noyers-Saint-Martin (E, 0-2)             | DH Camon (D, 0-1)                            |                                  |                                     |                                      |
| 2010-2011 | DH | -                                  | -                                   |                                       |                                            | DH Clermont (D, 0-2)                         |                                  |                                     |                                      |
| 2011-2012 | DH | -                                  | -                                   | D US Friville-Escarbotin (E, 4-0)     | L Saint-Maximin (D, 0-0 ap, 3-4 tab)       |                                              |                                  |                                     |                                      |
| 2012-2013 | DH | -                                  | -                                   | D Daours (E, 17-0)                    | D Moreuil (E, 0-3)                         | 4 AC Amiens (D, 3-5 ap)                      |                                  |                                     |                                      |
| 2013-2014 | DH | -                                  | -                                   | L AS Gamaches (E, 1-0)                | DH US Chantilly (E, 0-3)                   |                                              |                                  |                                     |                                      |
| 2014-2015 | DH | -                                  | -                                   | DH Camon (D, 2-3)                     |                                            |                                              |                                  |                                     |                                      |
| 2015-2016 | L  | -                                  | D ESP Amiens (E, 2-0)               | D Cartigny (E, 11-0)                  | L RC Amiens (E, 4-2)                       | 3 Amiens SC (D, 0-1)                         |                                  |                                     |                                      |
| 2016-2017 | DH | -                                  | -                                   | D Conty / Lœuilly (E, 7-1)            | D Sainte-Émilie Épéhy (E, 3-0)             | L Chauny (E, 0-1)                            |                                  |                                     |                                      |
| 2017-2018 | 6  | -                                  | -                                   | D Crèvecœur-le-Grand (E, 9-0)         | D Miannay (E, 0-0 ap, 1-4 tab)             |                                              |                                  |                                     |                                      |
| 2018-2019 | 6  | -                                  | -                                   | D Nordausques (E, 3-0)                | L Longueau (E, 2-3)                        |                                              |                                  |                                     |                                      |
| 2019-2020 | L  | -                                  | D Nouvion (E, 2-0)                  | D Avion République (E, 3-0)           | D Drocourt (E, 4-2)                        | L Ailly-sur-Somme (D, 2-0)                   | 6 Wasquehal Football (E, 1-2)    |                                     |                                      |
| 2020-2021 | 6  | -                                  | D Blangy-sur-Bresle (E, 6-0)        | L Nogent-sur-Oise (E, 0-3)            |                                            |                                              |                                  |                                     |                                      |
| 2021-2022 | 6  | -                                  | D Pont-Remy (E, 3-1)                | D AF Haute Ville Étaples (E, 3-0)     | 6 Lambres-lez-Douai (E, 1-8)               |                                              |                                  |                                     |                                      |
| 2022-2023 | L  | -                                  | D Flixecourt (E, 3-2)               | D Saint-Léonard (E, 4-2)              | D Cires-les-Mello (E, 1-0)                 | 5 Vimy (D, 0-3)                              |                                  |                                     |                                      |

## Statistiques

### Bilan
Le tableau suivant dresse le bilan des performances du SC Abbeville en Coupe de France. Ses meilleures performances sont cinq seizièmes de finale en 1963, 1967, 1973, 1983 et 1988. En 1983, Abbeville a battu un but à zéro le Paris Saint-Germain, futur vainqueur de la compétition, lors du seizième de finale retour au stade Paul-Delique.
| Coupe           | V | F | 1/2 | 1/4 | 1/8 | 1/16 | 1/32 |
| --------------- | - | - | --- | --- | --- | ---- | ---- |
| Coupe de France | 0 | 0 | 0   | 0   | 0   | 5    | 9    |

Bilan mis à jour après le 1/16e de finale retour de la Coupe de France 1987-1988 contre le LOSC Lille, qui a eu lieu le 5 avril 1988 (défaite deux buts à zéro).

### Records
La plus large victoire du SC Abbeville en phase finale a été obtenue lors de l'édition 1962-1963, avec une victoire 2-0 sur le Stade compiégnois en 32e de finale. Sur l'ensemble de la compétition, la plus large victoire connue des abbevillois est une victoire 17-0 sur le terrain de Daours, alors club du district de la Somme, en septembre à l'occasion du 3e tour de l'édition 2012-2013.
À l'opposé, la plus large défaite du club dans la compétition est une élimination 8-1 contre l'US Boulogne-sur-Mer lors de l'édition 1932-1933, le CO Roubaix-Tourcoing lors de l'édition 1957-1958 et contre Lambres-lez-Douai lors de l'édition 2021-2022.

### Performances notables
La Coupe de France, de par sa formule, est l'occasion de voir des clubs amateurs éliminer des clubs professionnels. Ces résultats surprenant, qui font le charme de la compétition, sont arrivés plusieurs fois au SC Abbeville, dans les deux sens.
Le premier club professionnel que les Abbevillois éliminent sous statut amateur est le CA Paris, club de Division 2, lors du 6e tour de l'édition 1962-1963, alors que le club évoluait en Promotion honneur de Picardie. Le SC Abbeville s'impose aussi contre les professionnels de l'AS Cherbourg deux buts à un en 32e de finale de l'édition 1966-1967, ainsi que le Paris Saint-Germain un but à zéro le 12 mars 1983 lors du Seizième de finale retour. Cependant, malgré leur statut amateur, les Abbevillois évoluaient en Division 2 et ils s'étaient inclinés deux buts à zéro au match aller.
Lors des périodes professionnelles du SC Abbeville, le club s'est fait éliminer une fois en phase finale de la compétition par un club amateur. C'était par l'AS Moulins lors de l'édition 1985-1986.
Le SC Abbeville n'ayant jamais participé à la Ligue 1, la Coupe de France est l'occasion pour le club de disputer des matchs officiels contre des équipes de première division. Les Abbevillois ne se sont jamais qualifiés contre des clubs de Division 1. Abbeville affrontera quelques clubs en phase finale comme le RC Lens à plusieurs reprises (1967, 1968 et 1980), le Red Star FC en 1973, le Paris Saint-Germain en 1983 et le LOSC Lille en 1988.
Clubs supérieurs éliminés par Abbeville :
- Trois divisions :
  - USO Bruay-en-Artois (CFA) en 1952-1953 (3e tour)
  - CA Paris (D2) en 1962-1963 (6e tour)
- Deux divisions :
  - USO Bruay-en-Artois (CFA) en 1953-1954 (5e tour)
- Une division :
  - Wingles (Ligue) en 1952-1953 (4e tour)
  - US Nœux-les-Mines (DH) en 1953-1954 (4e tour)
  - FC Dieppe (DH) en 1953-1954 (6e tour)
  - FC Dieppe (CFA) en 1956-1957 (6e tour)
  - Amiens SC (DH) en 1962-1963 (4e tour)
  - USO Bruay-en-Artois (DH) en 1962-1963 (5e tour)
  - Stade compiégnois (DH) en 1962-1963 (1/32e de finale)
  - AS Cherbourg (D2) en 1966-1967 (1/32e de finale)
  - Arras FA (D3) en 1978-1979 (6e tour)
  - US Friville-Escarbotin (N3) en 1994-1995 (3e tour)

Clubs inférieurs ayant éliminés Abbeville :
- Trois divisions :
  - US Fécamp (DH) en 1980-1981 (7e tour)
  - FC Mantes (DH) en 1986-1987 (8e tour)
  - Andeville (District) en 1990-1991 (4e tour)
  - AC Amiens (District) en 1991-1992 (4e tour)
  - Miannay (District) en 2017-2018 (4e tour)
- Deux divisions :
  - Doullens (District) en 1955-1956 (2e tour)
  - Prémontré (Ligue) en 1974-1975 (4e tour)
  - Le Portel (D4) en 1981-1982 (6e tour)
  - SC Douai (D4) en 1984-1985 (7e tour)
  - AS Moulins (D4) en 1985-1986 (1/32e de finale)
  - Auxi-le-Château (Ligue) en 1994-1995 (5e tour)
  - AC Amiens (DH) en 2001-2002 (6e tour)
  - Chevrières (PH) en 2003-2004 (4e tour)
  - Hermes (PH) en 2006-2007 (3e tour)
  - Holnon (PH) en 2007-2008 (3e tour)
- Une division :
  - SC Douai (Ligue) en 1924-1925 (2e tour)
  - Auberchicourt (District) en 1930-1931 (2e tour)
  - SO Est de Paris (DH) en 1936-1937 (5e tour)
  - Stade héninois (Ligue) en 1958-1959 (4e tour)
  - Barlin (Ligue) en 1959-1960 (5e tour)
  - Noyon (Ligue) en 1960-1961 (5e tour)
  - AS Beauvais Oise (DH) en 1965-1966 (6e tour)
  - US Tourcoing (DH) en 1971-1972 (5e tour)
  - Stade héninois (DH) en 1973-1974 (5e tour)
  - AFC Compiègne (DH) en 1975-1976 (4e tour)
  - US Tourcoing (DH) en 1976-1977 (5e tour)
  - Airaines (Ligue) en 1977-1978 (2e tour)
  - INF Clairefontaine (D3) en 1988-1989 (8e tour)
  - CS Sedan Ardennes (D3) en 1989-1990 (8e tour)
  - RC Amiens (Ligue) en 1993-1994 (3e tour)
  - AC Amiens (DH) en 2005-2006 (4e tour)
  - Chauny (DH) en 1998-1999 (4e tour)
  - US Maubeuge (DH) en 2002-2003 (8e tour)
  - US Saint-Omer (DH) en 2004-2005 (7e tour)
  - Hermes (PH) en 2008-2009 (3e tour)
  - Saint-Maximin (PH) en 2011-2012 (4e tour)
  - Chauny (PH) en 2016-2017 (5e tour)
  - Longueau (R2) en 2018-2019 (4e tour)
  - Nogent-sur-Oise (R2) en 2020-2021 (3e tour)

## Championnat de France USFSA
| Édition | 16e de finale | 8e de finale               | Quart de finale | Demi-finale | Finale |
| 1907    | -             | Châlons-sur-Marne (E, 0-1) |                 |             |        |
| 1919    | -             | Le Havre AC (E, 0-2)       |                 |             |        |